# 韋溫 (宣歙觀察使)
韦温（788年—845年），字弘育或作宏育，出于京兆韦氏逍遥公房，故称京兆（今陕西省西安市）人。唐朝官员，

## 生平
韦温七岁时，日诵诗数千言，每日讀《詩經》一卷。十一歲，明经及第，以拔萃高等補咸陽尉，以文章驰名。文宗欲以韦温为翰林学士，韦温總以先父遗命恳辞。退朝後，文宗声色俱厉曰：“韦温，朕每欲用之，皆辞诉，又安用韦温？”礼部侍郎崔蠡上前劝皇帝曰：“温用乱命，益所以为孝。”皇帝稍解怒，换知制诰。曾官宣歙观察使。
会昌五年（845年）五月，韦温头始生疮。让长女婿张复鲁请杜牧书写墓志铭。同月十四日逝世，年五十八。有《韦温集》十卷。

## 家族
逍遥公韦敻九世孙，祖父韦肇，官吏部侍郎。父韦绶是德宗朝翰林学士。
夫人陇西李氏，赞善大夫李怂之女。有四子四女。四子：韦礭，四門助教；韦璆；韦瑰；韦琛，字信卿。其中一女嫁进士薛蒙，作《续曹大家女训》十二章。

## 延伸阅读
[在维基数据编辑]
 在维基文库阅读此作者作品
 《舊唐書·卷168》，出自刘昫《舊唐書》